# Гетатах
Гетатах (вірм. Գետաթաղ) — село в Сісіанському районі Сюнікського марзу Республіки Вірменія

## Історія
Церква Святого Аствацацина датується 1702 роком.

## Населення
Комітет статистики Вірменії повідомив про чисельність населення в 220 осіб у 2010 році, порівняно зі 194 за переписом 2001 року.